# باشگاه فوتبال سیریانسکا
باشگاه فوتبال سیریانسکا (به سوئدی: Syrianska Football Club) همچنین به زبان ساده سیریانسکا یک باشگاه فوتبال حرفه‌ای سوئدی است که در سودرتله در شهرستان استکهلم واقع شده‌است. این باشگاه در سال ۱۹۷۷ توسط مهاجران سوریاک-آرامی با نام باشگاه ورزشی سوریویو یا سوریویو اس‌کی تأسیس شد. در سال ۱۹۸۶، نام آن به سیریانسکا تغییر یافت. این باشگاه نام فعلی خود را با رشد و پیشرفت در سیستم لیگ سوئد به دست آورد. در سال ۲۰۱۰، پس از دو سال حضور در سوپرتان، سیریانسکا برای اولین بار در تاریخ باشگاه به لیگ برتر سوئد (بالاترین سطح فوتبال سوئد) رسید. این امر باعث شد تا سیریانسکا شصت و یکمین تیمی باشد که در لیگ برتر سوئد بازی می کند. از آنجایی که قوم سریانی تیم ملی رسمی ندارند، سیریانسکا اغلب به‌عنوان بازیکن ذخیره در نظر گرفته می‌شود.
سیریانسکا هوادارانی در سراسر جهان دارد. رسیدن آنها به لیگ لیگ برتر سوئد پوشش گسترده‌ای در برنامه‌های ورزشی تلویزیون سوئد و در مستندها و مجلات داخلی و خارجی داشت.

## افتخارات
- سوپرتان
  - قهرمان (۱): ۲۰۱۰
- فوتبال اتان
  - قهرمان (۱): ۲۰۰۸

## مربیان
- اوزجان ملکمیشل (۲۰۰۵ – ۲۰۱۳)
- کابرالزینهو (۲۰۱۴)
- نمانیا میلیانوویچ (۱ ژانویهٔ ۲۰۱۵ – ۳۱ دسامبر ۲۰۱۵)

## همچنین ببینید
- باشگاه فوتبال آشوری‌ها